# Jade
Pour les articles homonymes, voir Jade (homonymie).
Le jade est une pierre gemme très dure et tenace employée en ornementation et en joaillerie. Les différentes variétés de jade (néphrites, jadéitites) étaient très employées en Europe à l'époque de la pierre polie (le Néolithique) pour la confection des haches. Les artistes chinois utilisent depuis longtemps cette pierre fine pour réaliser de petits objets d'art.

## Trois jades

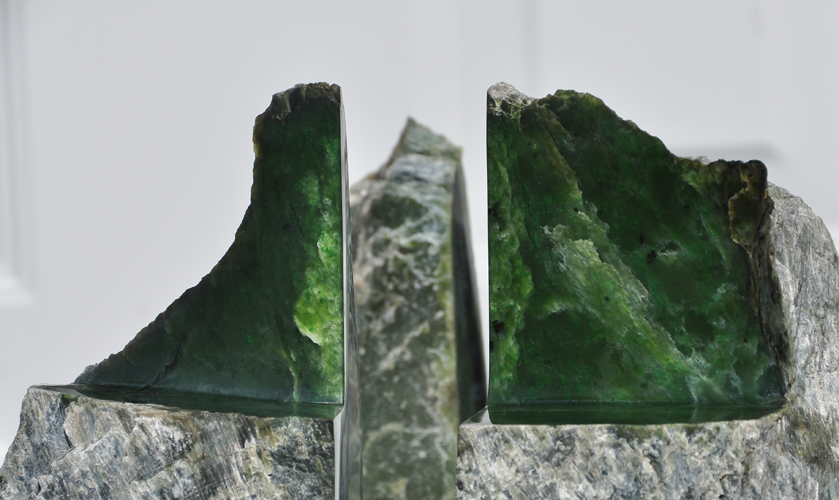
Jade exposé à Jade City, Colombie Britannique (Canada).

Le jade désigne en réalité trois minéraux distincts pouvant avoir une apparence et des propriétés assez semblables : la jadéite, la néphrite et le kosmochlor.
Initialement les deux premiers minéraux n'étaient pas différenciés. C'est en 1863 qu'Alexis Damour décrit et nomme la jadéite, après avoir observé une variété de jade dont la composition différait radicalement de celle d'une autre variété qu'il avait étudiée en 1846 (la néphrite) et identifiée comme appartenant à la famille des trémolites. À la suite de ses travaux, la distinction suivante a été établie :
- le jade néphrite, composé essentiellement de néphrite, un silicate de calcium et magnésium du groupe des amphiboles, assez commun ;
- le jade jadéite, composé essentiellement de jadéite, un silicate de sodium et aluminium du groupe des pyroxènes, plus dur, plus dense, plus rare et considéré comme plus précieux ;
- quant au troisième minéral de la catégorie, le kosmochlor, ses caractéristiques physico-chimiques (silicate de sodium et chrome) permettent de l'associer à la jadéite.

## Étymologie

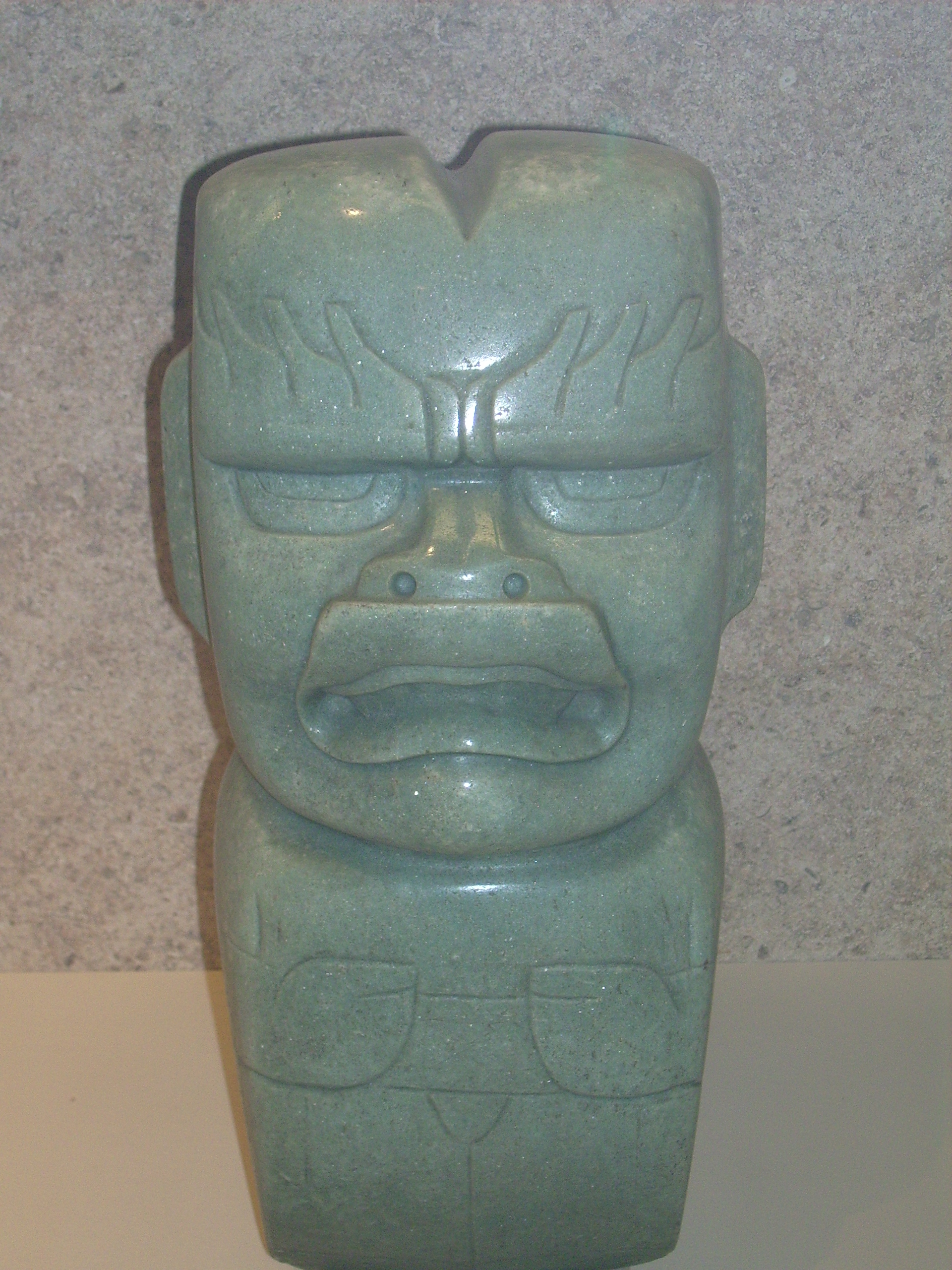
Figurine olmèque en jade - British Museum.

L'origine étymologique est espagnole : les conquistadors du XVe siècle la baptisèrent piedra de ijada — textuellement pierre pour la fosse (iliaque) : selon la croyance mésoaméricaine, elle passait pour guérir les maux de reins et les coliques néphrétiques mais aussi pour éloigner les mauvais esprits.
Les noms « jade » et « néphrite » sont de même origine : lapis nephriticus est l'équivalent latin de l'espagnol piedra de ijada, c'est-à-dire « pierre du flanc », en référence à son utilisation par les peuples mésoaméricains pour guérir divers maux internes, dont les problèmes néphrétiques.

## Couleur
- Le jade est généralement d'un vert plus ou moins prononcé.
- Le jade blanc est le jade pur.
- Le jade vert contient des sels de chrome.
- Le jade bleu-vert contient des sels de cobalt.
- Le jade noir contient des sels de titane.
- Le jade rose contient des sels de fer et de manganèse.

## Gisements

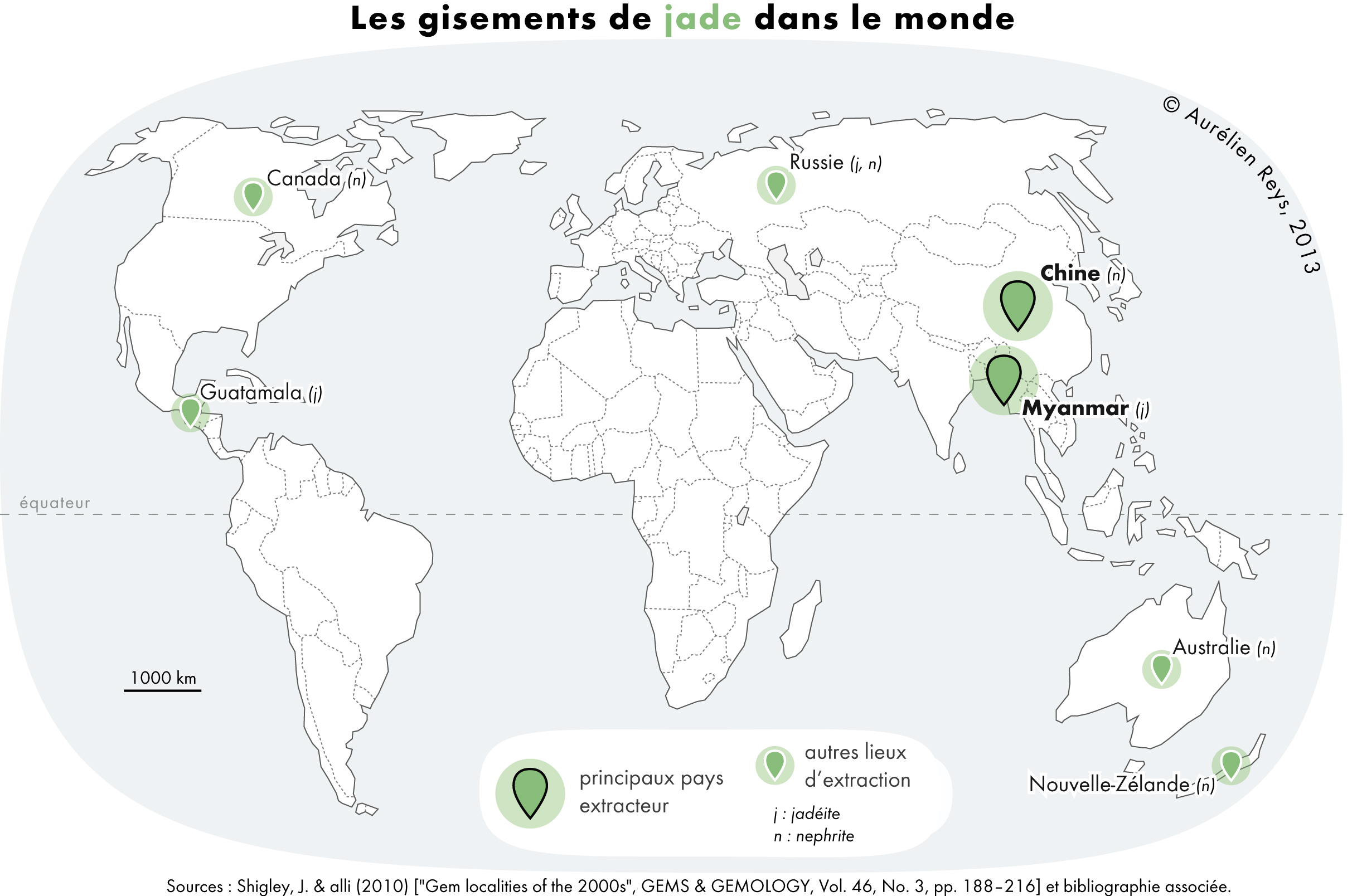
Carte des principaux pays producteurs de jades dans le monde.

La néphrite est exploitée en Chine, en Russie, en Nouvelle-Zélande et au Canada. La jadéite fut également utilisée au Guatemala par les Mayas ; elle provenait sans doute des hautes terres du pays (Sierra de las Minas).
Au Guatemala, le géologue Jay Ridinger et son épouse Mary Lou Ridinger, qui est archéologue, ont prospecté dans la région d'Antigua les rives du fleuve Motagua. En 1974, ils y ont découvert les anciens gisements qui avaient été exploités à l'époque précolombienne. Dans les gisements qui sont de nouveau en exploitation, on trouve plusieurs couleurs de jade allant du blanc au noir en passant par la traditionnelle couleur verte, ainsi que du jade rose très rare. Le jade bleu-vert est appelé « jade des Olmèques », le jade vert foncé, « jade des Mayas ».

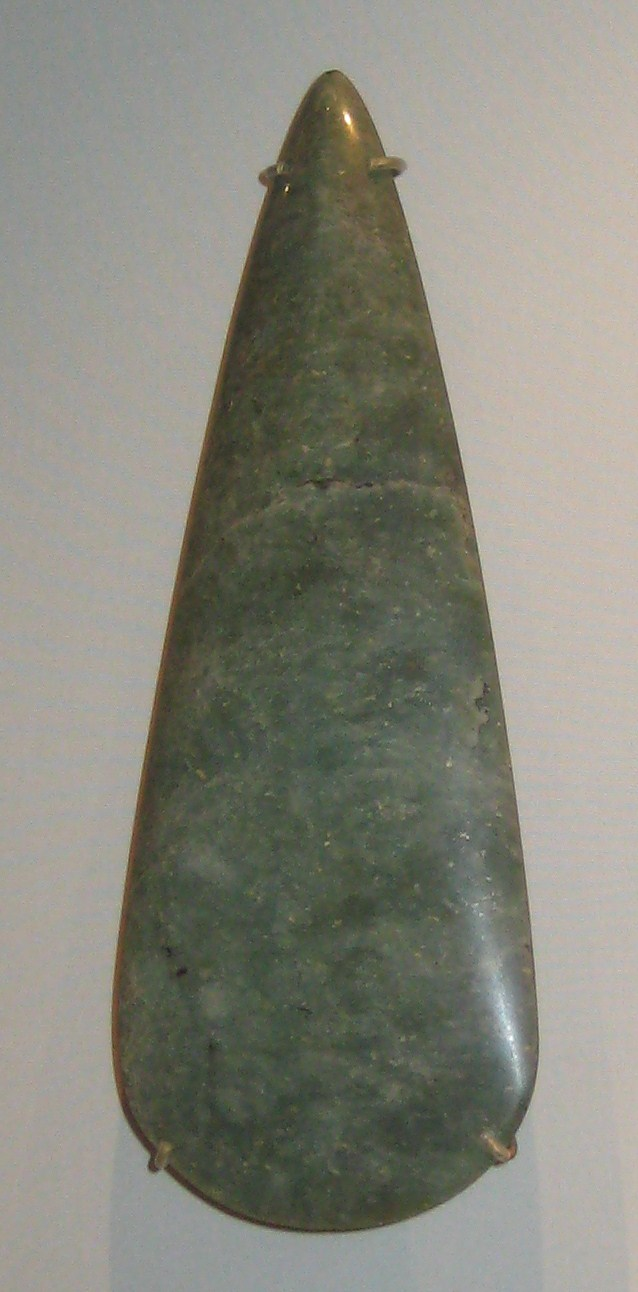
Hache du Kent en jadéite importée des Alpes, 4000-2000 av. J.-C., British Museum.

On en trouve aussi au Kazakhstan, et en Birmanie (Myanmar), riche en kosmochlor (jade impérial). Les mines birmanes sont sujettes à de nombreux accidents, dont le plus meurtrier (au moins 174 morts) a eu lieu en 2021 à Hpakant.
Il existe des gisements de jadéite dans les Alpes italiennes, à proximité du mont Viso. Redécouverts en 2003 par Pierre et Anne-Marie Pétrequin,, les gisements alpins ont été exploités au Néolithique pour fabriquer des haches de prestige en pierre polie exportées en grande quantité dans toute l'Europe occidentale. Des haches dont le matériau provient de ces gisements ont été retrouvées jusqu'en Angleterre,.

## Faux jade
L'antigorite, une serpentine, est souvent utilisée, colorisée, afin de simuler du jade alors qu'elle est beaucoup plus courante et moins chère que le jade. L'autre raison est que l'antigorite est nettement plus tendre que le jade et donc plus aisée à tailler.

## En Chine

### Historique

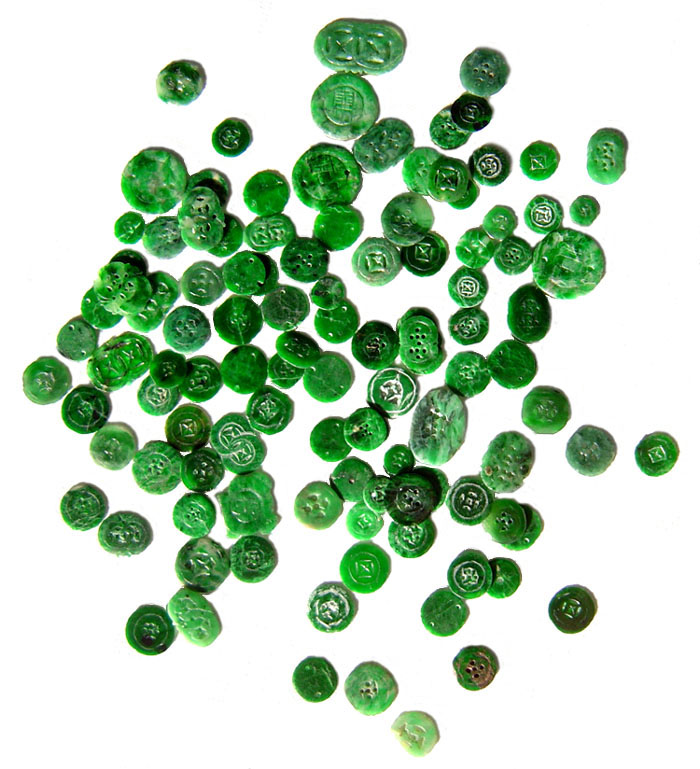
Boutons antiques en jadéite réalisés à la main (Chine).

C'est, en l'état actuel des connaissances (2012) , dans la culture de Hongshan (une culture néolithique, v. 4700-2900 avant l'ère commune) du nord-est de la Chine (Hebei et de part et d'autre des cours supérieurs du Daling (大凌河) et du Xiliao (西遼河) au Liaoning et en Mongolie-Intérieure) et dans une moindre mesure dans la Culture de Zhaobaogou qui l'a précédée (v. 5000-4400) dans la même région, qu'apparaissent les premiers objets de jade en Chine. Ils sont donc contemporains des cultures : « pré-Yangshao » de la période 5500-4500 : cultures de Laoguantai à l'Ouest, et des phases finales des cultures Cishan-Peiligang à l'Est. Dans la Chine de la fin du néolithique, les jades occupent une fonction centrale en tant qu'objets de prestige aussi bien qu'éléments des rituels. D'où l'expression de « royautés du jade » pour désigner des rois-prêtres (en) doté de pouvoirs politico-religieux (cette question de la royauté sacrée/divine ayant été abordée par J. G. Frazer dans Le Rameau d'or) et détenteurs de ces objets.
Le premier « apogée » de cet art se trouve dans la culture de Liangzhu (v. 3300-2000 avant l'ère commune, dans le Delta du Yangzi Jiang), qui multiplie la production et en fait un usage cérémoniel systématiquement associé à l'émergence d'un groupe social distinct, où le mort disposant d'un prestige apparemment incontestable est littéralement enseveli sous le jade : une élite s'approprie ainsi une matière associée à un travail difficile et lent, et en fait sa marque distinctive. Cette pratique se poursuivra sous diverses variantes au cours des millénaires suivants, et la pierre, toujours polie et plus ou moins travaillée de manière artistique, restera attachée au prestige du rang social et de la beauté jusqu'à l'époque moderne.

### Symbolique
Il y a huit mille ans les habitants de la Chine actuelle, poussés par des motivations puissantes et un esprit créatif certain, se sont mis à polir consciencieusement ces pierres fines très dures pour en faire des ornements qu'ils portaient à même le corps. Cette action complexe et longue, associée aux formes singulières qu'ils choisissaient, n'était certainement pas un acte dénué d'importance, voire de signification.
La Chine est ainsi le pays le plus important dans la production, la fabrication et l'utilisation du jade.
Au cours de la préhistoire de la Chine, le jade est devenu une pierre précieuse chargée de propriétés magiques. Ce que la tradition en a transmis peut se résumer dans son élégance, son caractère ferme, son aspect de tranquillité, de réserve, de pureté et de vertu. Les légendes ont contribué à cette image. Ainsi celle de Nuwa, la créatrice de l'humanité : lorsque le dôme du Ciel s'est fendu, Nuwa a scellé les fêlures du ciel en broyant ensemble cinq pierres de couleurs différentes. Cette poussière couvrit la terre pendant des éons. Sur terre, les esprits du Ciel et de la Terre, les dieux des rivières, et le miel immortel dans lequel les fleurs et toutes les plantes baignent, ont pour la première fois rassemblé l'essence de la vie et, quand le temps fut venu, il s'est manifesté dans la douce splendeur des perles, l'incandescente brillance des gemmes, les compétences de la complexité et la pleine magnificence. Après quoi le jade apparut au sein de l'humanité.
Le signe chinois porte en lui-même une petite goutte qui semble posée à côté du pilier qui représente la Terre. Cette goutte est cette matière précieuse que Nuwa a dispersée sur terre : le jade lui-même. Mais les Chinois valorisent la beauté du jade pour manifester leurs aspirations à une meilleure qualité de vie. Ainsi la légende de Pangu : à la mort de ce premier humain, son souffle est devenu vents et nuages, sa chair est devenue terre, et ses os, des perles et du jade. Le jade est ainsi devenu une pierre de bon augure, créée avec la propriété magique d'écarter le mal.
Dans la symbolique chinoise, le jade était une pierre relative à l'empereur, symbole d'un pouvoir absolu. L'empereur se devait d'arborer un sceptre de jade (Ruyi) lors des grandes cérémonies. Les cinq rangs de princes recevaient chacun une tablette de jade d'un type particulier :
1. Tablette oblongue avec deux colonnes gravées ;
2. Tablette oblongue où figurait un homme debout, le corps droit ;
3. Tablette oblongue où était représenté un homme courbé ;
4. Tablette annulaire sur laquelle figurait du millet ;
5. Tablette annulaire gravée de feuilles de jonc.

Chaque année, les princes se rendaient en audience devant l’empereur et rendaient leurs tablettes qui étaient alors comparées avec les formes-modèles conservées au palais. Si tout était conforme, les tablettes leur étaient restituées. Le simple fait que l’empereur ne désire pas rendre une tablette signifiait la destitution du prince. Les envoyés de l’empereur et les ambassadeurs possédaient des demi-tablettes coupées dans la longueur, qui devaient correspondre parfaitement à la partie complémentaire confiée au correspondant. Posséder un jade en Chine est donc en quelque sorte pouvoir prétendre à une dignité impériale.
Par ailleurs, on plaçait dans la bouche des défunts une cigale de jade, symbole de la vie éternelle et de la résurrection dans l'au-delà. Les neuf orifices du corps bouchés par de l'or et de la pierre de jade étaient aussi censés le protéger de la putréfaction. En Chine, le jade est également assimilé à la semence du dragon.

## En Europe
Les noces de jade symbolisent les 26 ans de mariage dans le folklore français. Dans l'Antiquité et jusqu'au Moyen Âge, le jade était censé protéger des maladies rénales.

## En Mésoamérique
- Masque de Pakal, masque funéraire maya en jade